# De Havilland Hornet
de Havilland Hornet – brytyjski ciężki samolot myśliwski i myśliwsko-bombowy z okresu powojennego, skonstruowany w 1944. Hornet był najszybszym tłokowym samolotem jaki służył w RAF; co ciekawe była to maszyna nie jednosilnikowa, ale dwusilnikowa. Był też ostatnim tłokowym samolotem służącym w RAF. Jego niezwykłość podkreśla fakt, że miał konstrukcję w przeważającej części z drewna.

## Rozwój

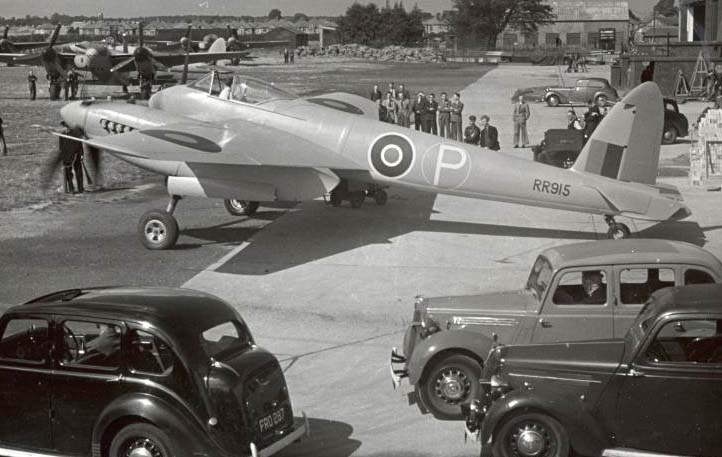
Prototyp De Havilland Hornet, 1944 r.

Po sukcesie, jakim było zaprojektowanie i wprowadzenie do produkcji samolotu Mosquito, zaczęto myśleć o jego następcy. W listopadzie 1941 roku opracowano projekt szybkiego bombowca DH.99, potem przemianowany na DH.101. Miał on być do pewnego stopnia powiększoną wersją Mosquito, ale napędzaną 24-cylindrowymi silnikami Napier Sabre oraz przeciwbieżnymi śmigłami. Maszyna miała nosić nazwę Sabre Mosquito. Miała osiągać prędkość 692 km/h i przenosić 7260 kg bomb. Ponieważ rozwój silnika Napier Sabre napotykał problemy, a zainstalowanie na tej maszynie silników Rolls-Royce nie zapewniało lepszych osiągów, niż już istniejące wersje Mosquito, w kwietniu 1942 roku zaprzestano prac nad tą maszyną. Inną propozycją następcy był projekt DH.102 Mosquito II, który miał być napędzany dwoma silnikami Rolls-Royce Merlin i miał nie posiadać uzbrojenia. Jednak zaprojektowanie tej maszyny spotkało się z problemami i zaprzestano prac nad nią pod koniec 1942 roku.
Jeszcze w 1942 roku, w wytwórni de Havilland rozpoczęto prace nad prywatnym projektem rozwojowym, oznaczonym jako DH.103 Hornet. Miał to być jednomiejscowy samolot myśliwski, projektowany z myślą o udziale w zadaniach na Dalekim Wschodzie, gdzie potrzeba było zwłaszcza maszyny o bardzo dużym zasięgu, oraz który zdolny byłby do walki z japońskimi jednomiejscowymi samolotami myśliwskimi. W tym też czasie wytwórnia Rolls-Royce opracowała nowe modele silnika Merlin z bardzo małą powierzchnią czołową, co oznaczało, że stawiały one mniejszy opór w locie. Samolot od początku projektowano tak, aby najlepsze osiągi miał na niskich i średnich wysokościach. Przewidywano też powstanie wersji wysokościowej ze zwiększoną do 15,8 m rozpiętością skrzydeł. Przewidywano, że maszyna osiągnie prędkość 763 km/h na wysokości 8383 m. Początkowo projekt nie spotkał się z zainteresowaniem Ministerstwa Lotnictwa Wielkiej Brytanii, ponieważ uważano go za nieekonomiczny w porównaniu z samolotami jednosilnikowymi. Zmieniło się to na wiosnę 1943. Poszukiwano bowiem wtedy myśliwca, który osiągami przewyższałby dotychczasowe myśliwce, miał nie gorszą zwrotność i bardzo duży zasięg, tak aby był zdolny do walki w wojnie z Japonią w latach 1945 i 46. W czerwcu 1943 roku zamówiono dwa prototypy maszyny, a 5 października 1943 wydano specyfikację 12/43 specjalnie pod ten samolot. Wymagano w niej prędkości maksymalnej nie mniejszej niż 772 km/h na 6706 m i utrzymania do tej wysokości prędkości wznoszenia 1340 m/min.
Prototyp oblatano 28 lipca 1944 roku, za jego sterami siedział Geoffrey de Havilland Jr. (syn założyciela firmy) i miał numer PR915. Nie obyło się bez problemów - podwozie nie chciało się schować przy ujemnym obciążeniu i wystąpiły drgania ogona maszyny wraz ze wzrostem prędkości. Po rozwiązaniu tych problemów maszyna spełniła stawiane jej wymagania. Osiągnęła prędkość 790 km/h na 7450 m i 740 km/h na 3868 m oraz prędkość wznoszenia 1370 metrów na minutę i cechowała się bardzo dobrą zwrotnością. Hornet zewnętrznie przypominał Mosquito, ale był jednak od niego mniejszy i był całkiem nową konstrukcją. Konstrukcja kadłuba była jak w Mosquito, z drewna, skrzydła natomiast były jednoczęściowe i miały dwa dźwigary oraz profil laminarny i były mieszanej konstrukcji: wnętrze było drewniano-metalowe, pokrycie stanowiła sklejka brzozowa o nazwie Alkad, a do łączenia metalu z drewnem wykorzystano nowe spoiwo o nazwie Redux. Maszyna była napędzana dwoma silnikami Rolls-Royce Merlin 130 i 131 o mocy 2030 KM każdy z dwustopniową sprężarką, które obracały się w przeciwnych kierunkach (130 w prawo, 131 w lewo, co niwelowało efekt obrotowy i poprawiało warunki podczas startu i lądowania (początkowo w projekcie przewidywano zastosowanie śmigieł przeciwbieżnych, aby zniwelować ten efekt). Napędzały one śmigła czterołopatowe o średnicy 3,66 m. Chłodnica umieszczona była w krawędzi natarcia skrzydła pomiędzy silnikami a kadłubem. Hornet był uzbrojony w 4 działka Hispano kal. 20 mm, zamontowane pod nosem. Osłona kabiny była kroplowa i zapewniała pilotowi doskonałą widoczność.
Ponieważ próby prototypu przebiegły pomyślnie, założono zamówienie na samoloty seryjne. Drugi prototyp (numer PR919) i maszyny seryjne mogły przenosić pod skrzydłami dodatkowe zbiorniki paliwa, bomby lub pociski rakietowe. Maszyny seryjne były cięższe od prototypu, ale prędkość maksymalna spadła niewiele, tylko o 20 km/h, do 760 km/h. Dzięki dodatkowym zbiornikom paliwa, samolot miał jednak zasięg aż 4000 km przy prędkości 547 km/h na wysokości 9144 m.

## Hornet – wersje lądowe

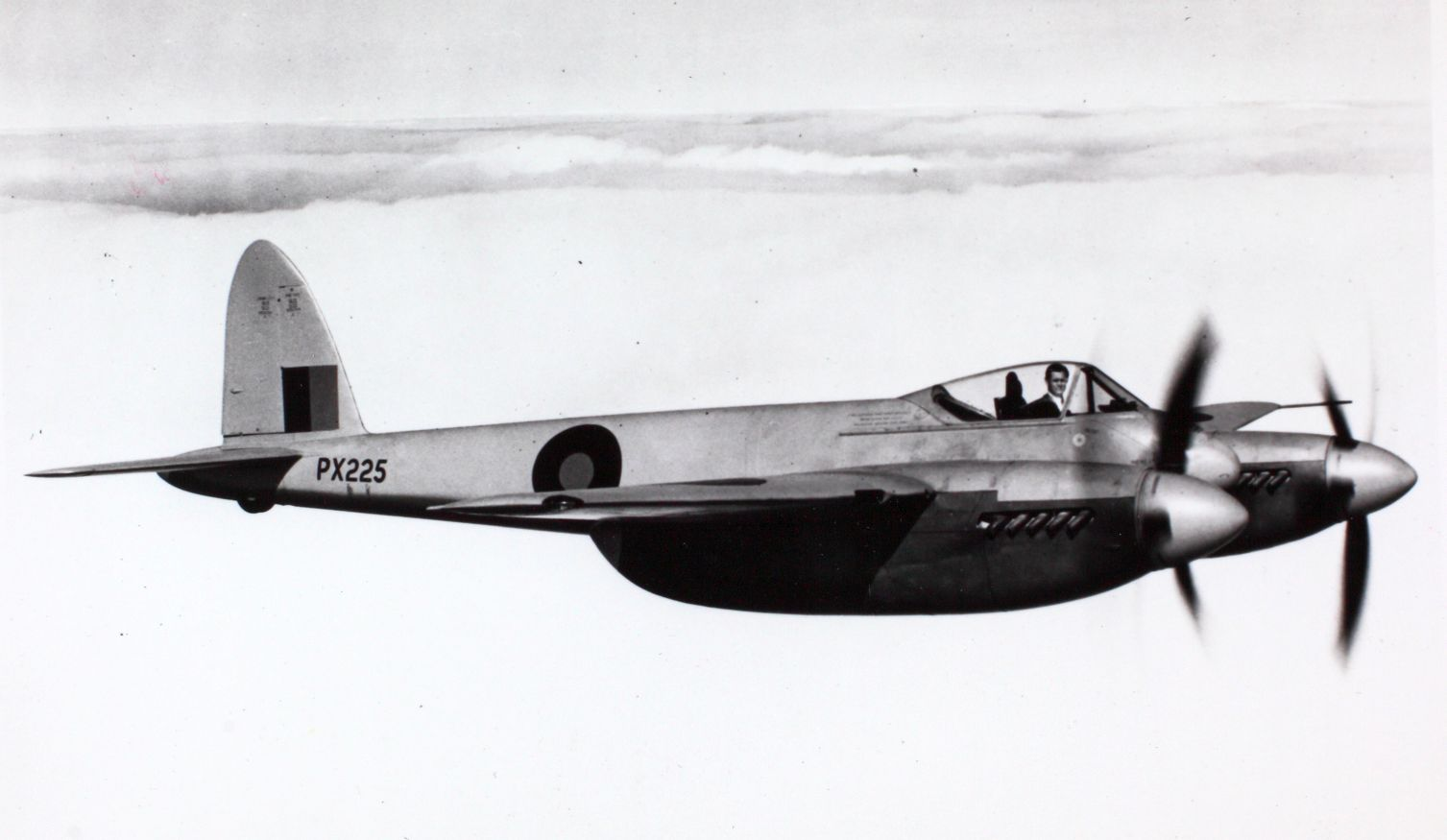
De Havilland D.H. 103 Hornet w locie poziomym

Pod koniec 1944 rozpoczęto budowę pierwszej wersji seryjnej Hornet F Mk.1 (F.1) i pierwszy egzemplarz (nr PX210) dostarczono 28 lutego 1945. Wersja ta nie zdążyła już wziąć udziału w wojnie. Horneta po raz pierwszy publicznie pokazano 29 października 1945 roku, była to maszyna numer PX237. Wyprodukowano 60 egzemplarzy tej wersji. Wersja ta była napędzana silnikami Merlin 130/131. Ponieważ maszyny te wykazywały pewną niestabilność podłużną, na później wyprodukowanych egzemplarzach zastosowano wydłużony nos samolotu i tę zmianę zastosowano potem we wcześniej wyprodukowanych maszynach. Zmianę tę zachowano we wszystkich produkowanych wersjach Horneta.
Następna wersja PR Mk.2 (PR.2) była wersją rozpoznania fotograficznego, specjalnie przygotowaną do operacji nad Pacyfikiem, miała być pozbawiona uzbrojenia. Była napędzana silnikami Merlin 130/131. Jako jej prototypy przebudowano trzy maszyny wersji F.1 (PX216, PX220 i PX240). Zbudowano 5 maszyn, zanim odwołano zamówienie na 55 maszyn seryjnych.
Wyprodukowano natomiast 121 sztuk wersji myśliwskiej F Mk.3. Miała ona skrzydła o większej rozpiętości, większe wyważenie steru wysokości oraz większy wewnętrzny zapas paliwa (z 1636 l do 2455 l), co zwiększyło zasięg samolotu o 40%. Mogła też pod skrzydłami przenosić dwa zbiorniki z paliwem o pojemności 909 litrów każdy, albo dwie bomby o masie 454 kg. Wersję tę publicznie po raz pierwszy pokazano na wystawie w Farnborough w czerwcu 1946 roku (była to maszyna PX366). Jedenaście ostatnich maszyn tej wersji miało zamontowany w tyle kadłuba aparat fotograficzny F.52 i zmniejszony w związku z tym zbiornik paliwa. Oznaczono je jako FR Mk.4. Była napędzana silnikami Merlin 130/131. Ponadto zbudowano od podstaw 12 maszyn tej wersji. Maszyny te miały uzbrojenie strzeleckie.
Łącznie zbudowano, do 1951, roku 200 maszyn wszystkich wersji, łącznie z dwoma prototypami.
Pierwszą jednostką wyposażoną w Hornety F.1 był w czerwcu 1946 roku 64 dywizjon RAF. Wycofano je ze służby w 1950 roku. Wersja F.3 weszła do służby w marcu 1948 roku. Potem większość maszyn wersji F.3 wykorzystano w latach 1950-55 do walk z komunistami na Malajach.

## Sea Hornet – wersje morskie

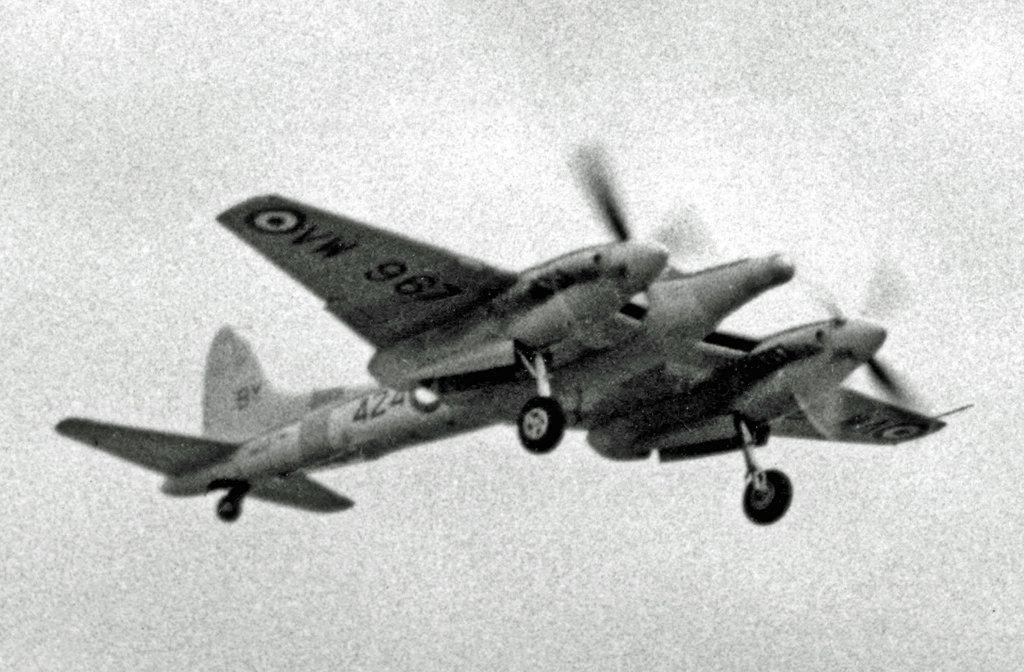
Sea Hornet w locie, 1955 r.

Jeszcze przed oblotem pierwszego prototypu Horneta, wytwórnia planowała stworzenie wersji morskiej maszyny zdolnej do operowania z lotniskowców. Pod koniec 1944 roku, zmodyfikowano 3 maszyny wersji F.1 tak, aby spełniały wymagania specyfikacji N5/44. 
Prototyp Sea Horneta (numer PX212) oblatano 19 kwietnia 1945 roku. Maszyna miała hamulce aerodynamiczne, hak do lądowania, zaczep do katapulty, mocniejsze podwozie, nowe radio i inne zmiany. Modyfikacje te zwiększyły masę maszyny o 250 kilogramów. Drugi prototyp (PX214) był podobny, ale trzeci miał zainstalowaną hydraulicznie sterowaną możliwość zmiany kierunku chwytu powietrza w górę. I ta maszyna 10 sierpnia 1945 rozpoczęła próby na lotniskowcu HMS "Ocean".
Złożono zamówienie na wersję seryjną oznaczoną jako Sea Hornet F.20. Był to pierwszy dwusilnikowy myśliwiec marynarki Wielkiej Brytanii. Uzbrojenie było podobne, jak w wersji lądowej, czyli 4 działka 20 mm i bomby lub rakiety pod skrzydłami, ale pod skrzydłami mógł przenosić zbiorniki paliwa o pojemności o połowę mniejszej, czyli do 455 litrów. Każda maszyna wersji morskiej miała na dole ogona kamerę fotograficzną. Wersja ta była napędzana silnikami Merlin 130/131. Zbudowano 79 sztuk tej wersji. Pierwszy egzemplarz F.20 oblatano 13 sierpnia 1946 roku. Podczas testów lądowania na lotniskowcu okazało się, że obciążenie podwozia w jego trakcie powodowało problemy z amortyzatorami, co wymusiło zmiany w ich konstrukcji. F.20 wszedł do służby w czerwcu 1947 roku w dywizjonie 801 FAA, ale na lotniskowcu zaczęły służyć dopiero w 1949 roku i służyły tam do 1951 roku. Część F.20 pozostało w służbie do 1955 roku.

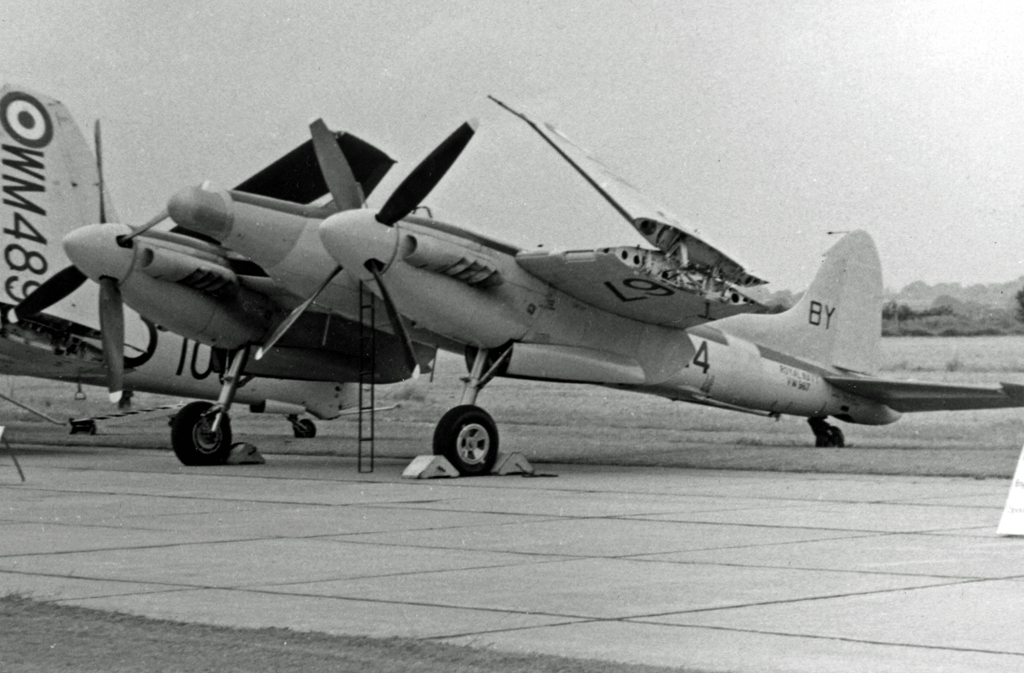
Sea Hornet ze złożonymi skrzydłami, 1955 r.

Pod koniec 1945 roku, lotnictwo morskie wydało specyfikację N21/45 na dwumiejscowy nocny samolot myśliwski. Aby spełnić te wymagania przebudowano jeden egzemplarz wersji lądowej F.1 o numerze PX230, montując na nich dodatkowo w nosie maszyny radar ASH oraz rury wydechowe tłumiące płomienie. Wersja ta miała kroplową osłonę na tyle kadłuba dla operatora radaru i zarazem nawigatora oraz w związku z tym powiększono też usterzenie. Zastosowano też nowe silniki Merlin 133/134. Maszynę oznaczono jako Sea Hornet NF.21. Mogła również przenosić pod skrzydłami bomby, rakiety lub dodatkowe zbiorniki z paliwem. Oblatano ją 9 lipca 1946 roku. Prędkość maszyny mimo zabudowy radaru spadła tylko o 8 km/h. Zbudowano 80 sztuk tej wersji. Służyły one na 3 lotniskowcach HMS "Vengeance", HMS "Indomitable" i HMS "Eagle", aż do 1954 roku. Wykorzystywane były głównie jako liderzy grup uderzeniowych, z uwagi na obecność nawigatora.
Powstała też morska wersja rozpoznawcza PR.22. Była ona podobna do wersji F.20, ale miała dwie kamery F.52 albo jedną kamerę do nocnego fotografowania Fairchild K.19B, zamontowane w tyle kadłuba. Była pozbawiona uzbrojenia strzeleckiego, ale mogła przenosić uzbrojenie lub zbiornik paliwa na zaczepach pod skrzydłami. Była napędzana silnikami Merlin 130/131. Zbudowano jej 23 sztuki.
Łącznie zbudowano 150 sztuk Sea Hornet. Daje to łączną produkcję 350 sztuk wszystkich wersji Horneta.
Maszyna bardzo podobała się pilotom. Uważali ją za coś w rodzaju maszyny Formuły 1. Niestety, samoloty te z uwagi na drewnianą konstrukcję w tropikalnym klimacie nie wytrzymywały długo w służbie.

## Parametry i osiągi
| Wersja | Długość | Rozpięt. | Wysok. | Pow. nośna | Masa własna | Masa całk. | Prędkość maks.                        | Pułap   | Zasięg  | Wznoszenie |
| F.1    | 11,18 m | 13,72 m  | 4,32 m | 33,54 m²   | 5671 kg     | 8028 kg    | 705 km/h na 3050 m 760 km/h na 6706 m | 11430 m | 4023 km | 1219 m/min |
| F.3    | 11,18 m | 13,72 m  | 4,32 m | 33,54 m²   | 5842 kg     | 9480 kg    | 760 km/h na 6706 m                    | 10670 m | 5635 km | 1219 m/min |
| F.20   | 11,20 m | 13,72 m  | 3,96 m | 33,54 m²   | 6033 kg     | 8405 kg    | 751 km/h na 6706 m                    | 10670 m | 2414 km | 1219 m/min |
| NF.21  | 11,28 m | 13,72 m  | 3,96 m | 33,54 m²   | 6454 kg     | 8860 kg    | 692 km/h na 6706 m                    | 11125 m | 2414 km | 1341 m/min |
| PR.22  | 11,20 m | 13,72 m  | 3,96 m | 33,54 m²   | - kg        | 8270 kg    | 751 km/h na 6706 m                    | 11278 m | 3300 km | 1417 m/min |